# Пипемидовая кислота
Пипемидовая кислота — лекарственное средство, антибактериального действия. Относится к группе хинолонов.

## Фармакологическое действие
Пипемидовая кислота относится к препаратам группы хинолонового ряда и применяется при лечении инфекций мочевыводящих путей, вызываемых чувствительными к пипемидовой кислоте возбудителями. Препарат оказывает бактерицидное действие на большинство грамотрицательных микроорганизмов (Proteus vulgaris, Proteus mirabilis, Klebsiella pneumoniae, Pseudomonas aeruginosa, Escherichia coli, Neisseria spp. и др.). Эффективен в отношении Staphylococcus aureus. Не активен в отношении анаэробов.

## Фармакокинетика
Пипемидовая кислота хорошо всасывается (93%) и достигает максимальной концентрации в сыворотке крови через 1-2 часа после введения. После введения 0.5 г пипемидовой кислоты концентрация в сыворотке крови составляет 4.4 мг/л. Биологический период полуэлиминации пипемидовой кислоты составляет 3.1 час.
Связывание пипемидовой кислоты белками плазмы составляет примерно 30%, и зависит от концентрации вещества в сыворотке крови. Объём распределения препарата составляет 1.7 л/кг. После перорального введения концентрация пипемидовой кислоты  в сыворотке крови достаточно низкая при очень высокой концентрации в моче, поэтому она не применима для лечения системных инфекций, но очень эффективна при терапии инфекций мочевыводящих путей.
После введения 500 мг пипемидовой кислоты её концентрация в моче через 2-6 часов достигает 1116 мг/л и не снижается ниже 100 мг/л в течение 12 часов после введения. После введения 1000 мг пипемидовой кислоты её концентрация не снижается ниже 100 мг/мл в течение 24 часов после введения. Пипемидовая кислота хорошо проникает в ткани и обнаруживается в почках, моче и секрете предстательной железы в одинаковых или даже бо́льших концентрациях, чем в сыворотке крови.
При приёме обычных терапевтических доз концентрация пипемидовой кислоты составляет в желчи - от 5 до 7 мг/л, в почках - 31.8 мг/л. Концентрация пипемидовой кислоты в слюне составляет 1/3 от концентрации в сыворотке крови. Пипемидовая кислота проникает через плацентарный барьер (её концентрация в амниотической жидкости составляет от 2 до 7 мг/л), а также в небольших количествах в материнское молоко. Исключением является центральная нервная система, в которой концентрации вещества очень незначительные.
Метаболизму подвергается небольшое количество пипемидовой кислоты. С мочой она выводится преимущественно в неизменённом виде и только 6% - в виде метаболитов. Её метаболиты (формилпипемидовая кислота, ацетилпипемидовая кислота, оксипипемидовая кислота) обладают таким же спектром действия как и пипемидовая кислота, но их действие в 10 раз слабее.
Пипемидовая кислота выводится преимущественно с мочой путём клубочковой фильтрации и канальциевой секреции. Чем больше диурез, тем выше концентрация пипемидовой кислоты в моче. От 50% до 85% введенной дозы препарата выводятся в течение первых 24 часов. До 35% пипемидовой кислоты выводятся с калом. Выведение пипемидовой кислоты находится в прямой зависимости от клиренса креатинина. T½ составляет 2.25 часа. Общий клиренс - 6.3 мл/мин.

## Показания
- острые и хронические инфекции верхних и нижних мочевыводящих путей (пиелонефрит, пиелит, цистит, простатит, уретрит);
- предотвращение рецидивирующих инфекций нижних отделов мочевыводящих путей;
- профилактика инфекций при инструментальных вмешательствах в урологической и гинекологической практике.

## Противопоказания
- Гиперчувствительность к пипемидовой кислоте, хинолонам или любому другому компоненту препарата;
- заболевания центральной нервной системы (эпилепсия, неврологические состояния со сниженным судорожным порогом);
- тяжёлая почечная недостаточность (клиренс креатинина ≤ 30 мл/мин);
- тяжёлая печеночная недостаточность, в том числе Цирроз печени;
- детский и подростковый возраст до 14 лет;
- период беременности и лактации.

## Режим дозирования
Препарат принимают внутрь, после еды, запивая большим количеством жидкости. Рекомендуемая суточная доза при лечении взрослых пациентов составляет 800 мг. Препараты пипемидовой кислоты назначают по 1-2 капсулы утром и вечером с 12-часовым интервалом. Курс лечения - 10 дней, при необходимости он может быть продлен в зависимости от течения заболевания. Продолжительность терапии определяется индивидуально врачом. Лечение неосложнённого цистита у женщин проводится в течение 3 дней. Для предотвращения рецидивирующих инфекций нижних отделов мочевыводящих путей препарат применяют в течение 6 месяцев. Профилактическая доза пипемидовой кислоты для профилактики возникновения инфекций при инструментальных вмешательствах в урологической и гинекологической практике составляет 200 мг в сутки.

## Побочные эффекты
Препараты пипемидиновой кислоты обычно хорошо переносятся пациентами, но могут также иметь место:
- Очень часто (≥1/100, <1/10): отсутствие аппетита; боли в эпигастрии; изжога, тошнота, рвота; метеоризм, диарея, запоры;
- Редко (≥1/10 000, <1/1000): тромбоцитопения (у пожилых пациентов и пациентов с почечной недостаточностью); гемолитическая анемия (у пациентов с дефицитом глюкозо-6-фосфатдегидрогеназы); псевдомембранозный колит; аллергические реакции (кожный зуд, эритема);
- Очень редко (<1/10 000): нарушение зрения и цветовосприятия, головная боль, возбуждение, депрессия, спутанность сознания, галлюцинации, тремор, судороги, расстройства сна, сенсорные нарушения, большие судорожные припадки; фотосенсибилизация, Синдром Стивенса — Джонсона; развитие резистентности, суперинфекции.

## Особые указания
Во время лечения пациентам рекомендовано увеличить количество потребляемой жидкости. В процессе лечения следует избегать прямых солнечных лучей и искусственного УФ-облучения в связи с высоким риском возникновения фотосенсибилизации. Необходимо тщательное наблюдение за пациентами с порфирией во время лечения препаратами пипемидовой кислоты в связи с риском возникновения острого порфиринного криза. Следует соблюдать осторожность при лечении больных с недостаточностью глюкозо-6-фосфатдегидрогеназы, поскольку пипемидовая кислота может спровоцировать острый гемолитический криз. При длительном применении препарата следует контролировать общие показатели крови, определять функции печени и почек, а также  периодически определять чувствительность микрофлоры к пипемидовой кислоте.

## Взаимодействие
Пипемидовая кислота вызывает ингибирование фермента цитохрома (Р450). Период полувыведения теофиллина увеличивается, а клиренс креатинина снижается при одновременном применении с пипемидиновой кислотой, в связи с чем необходимо проводить контроль концентрации теофиллина в сыворотке крови. Пипемидовая кислота увеличивает концентрацию кофеина в сыворотке крови в 2-4 раза. Антацидные препараты и сукралфат значительно снижают всасывание пипемидовой кислоты, поэтому не следует назначать их одновременно. Интервал между введениями этих препаратов должен составлять 2–3 часа. Пипемидовая кислота может усиливать эффекты варфарина, рифампицина, циметидина и НПВС при одновременном применении. Комбинация с аминогликозидами оказывает синергический бактерицидный эффект.